# Пародонтология
Пародонтология — раздел стоматологии, предметом изучения, лечения и профилактики которого являются околозубные ткани (пародонт) и их патологии. К пародонту относят все органы и ткани, которые размещены вокруг зуба — десна, костная ткань, в которой расположен корень зуба и связочный аппарат зуба. Наиболее часто встречающимися заболеваниями в пародонтологии являются гингивит и пародонтит.

## Основные заболевания

### Гингивит
Гингивит — поверхностное воспаление десны. Его разделяют на катаральный, гипертрофический и язвенный. Катаральный гингивит протекает с покраснением, а также отёком слизистой оболочки десны, часто отмечается их кровоточивость. Гипертрофический гингивит характеризируется увеличением десны в размерах и её гипертрофией. Язвенный гингивит — образование язвенных участков на дёснах и их омертвление (некроз).

### Пародонтит
Наиболее распространённым заболеванием в стоматологии на сегодняшний день является пародонтит. Это заболевание при котором отмечается воспаление окружающих тканей зуба. Но вся серьёзность данной патологии заключается в том, что возможна потеря зубов, иногда даже здоровых, при распространении воспалительного процесса на окружающую кость зуба.
На сегодняшний день пародонтологическими заболеваниями страдает каждый второй больной.
Пародонтиты по тяжести протекания разделяют на три степени: лёгкая, средняя и тяжёлая. При лёгкой степени пациенты отмечают неприятный запах изо рта, зуд в деснах и появившиеся между зубом и десной щелевидные пространства, называемые зубодесневыми карманами. При средней тяжести появляются сильные боли в поражённых зубах и деснах, между зубом и десной карманы углубляются и появляются уже костные карманы. В этой стадии патологического процесса общее состояние больного ухудшается и может развиться такая тяжелая интоксикация организма как хрониосепсис.
При тяжёлой степени заболевания зубы очень сильно расшатываются, что может привести к их полному выпадению. Причинами возникновения этого заболевания могут быть неправильный прикус, зубной камень, некачественное протезирование зубов.
Успех терапии в значительной степени зависит от своевременного обращения к специалисту при первых появившихся симптомах, таких как неприятный запах изо рта, кровоточивость, припухлость десен, покрытие зубов тёмным налётом.